# ویرجینیا (مینه‌سوتا)
ویرجینیا (به انگلیسی: Virginia) شهری در شهرستان سنت لوئیس ایالت مینه‌سوتا در کشور ایالات متحده آمریکا است که جمعیت آن در سرشماری سال ۲۰۱۰ میلادی، ۸۷۱۲ نفر بوده‌است.